# Ток Монтейра
Ток Монтейра (Tockus monteiri) — один из видов птиц-носорогов из рода токов, обитающий в Африке.
Длина тела от 54 до 58 см. Характеризуется белым брюхом, чёрной спиной, с белыми пятнами на крыльях. Самки меньше, чем самцы и отличаются бирюзовой кожей лица. Глаза чёрные, клюв красный. В отличие от других представителей семейства, которые являются всеядными, ток Монтейра питается исключительно насекомыми и другими мелкими членистоногими.
Ток Монтейра живёт в засушливых каменистых регионах и саванне в центральной и северо-западной Намибии, а также в юго-западной Анголе. Численность популяции в Намибии оценивается в 340 000 особей.
Весной птицы мигрируют на юг в регион южнее Виндхука. В дождливый сезон откладывает от 3 до 5 серых яиц, птенцы вылупляются примерно через 45 дней. Гнездо строится на скалах или в дуплах деревьев.
Вид назван по имени Иоахима Джона Монтейру (порт. João José Monteiro; 1833 – 1878), который был португальским горным инженером с английскими корнями. Во время своего пребывания в Анголе (1860–1875) Монтейру собрал большую естественнонаучную коллекцию, куда входил и новый вид токо. Он также написал книгу «Ангола и река Конго» (1875) .